# Kaplica zamkowa pw. św. Tomasza Kantuaryjskiego w Raciborzu

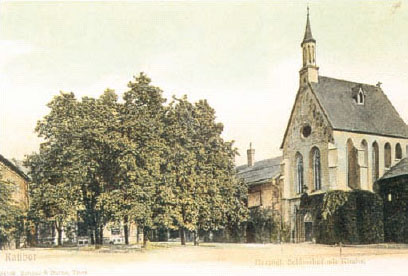
Dziedziniec zamkowy i kaplica – pocztówka z lat 20. XX wieku

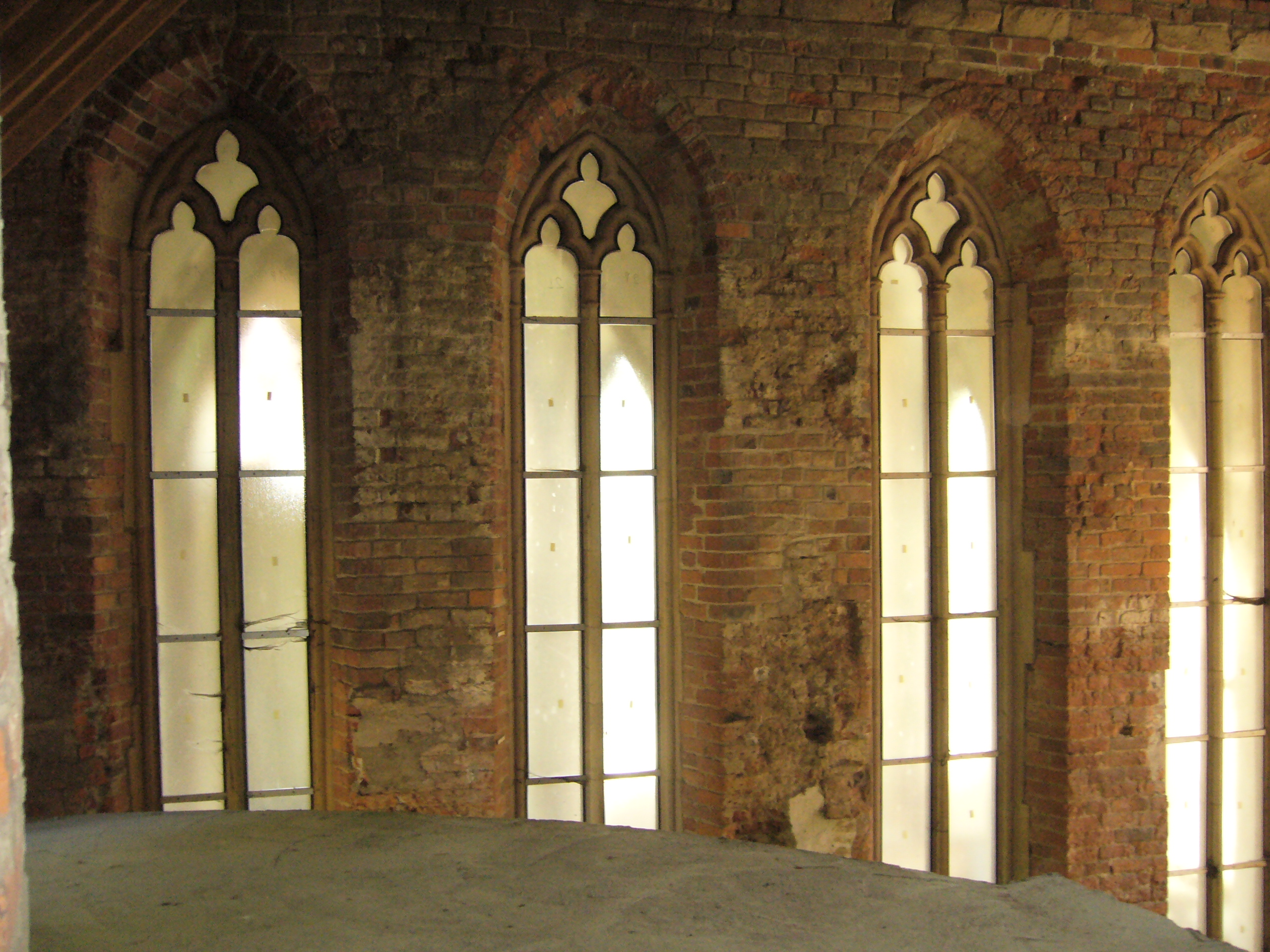
Okna kaplicy widoczne z wnętrza skrzydła zamkowego

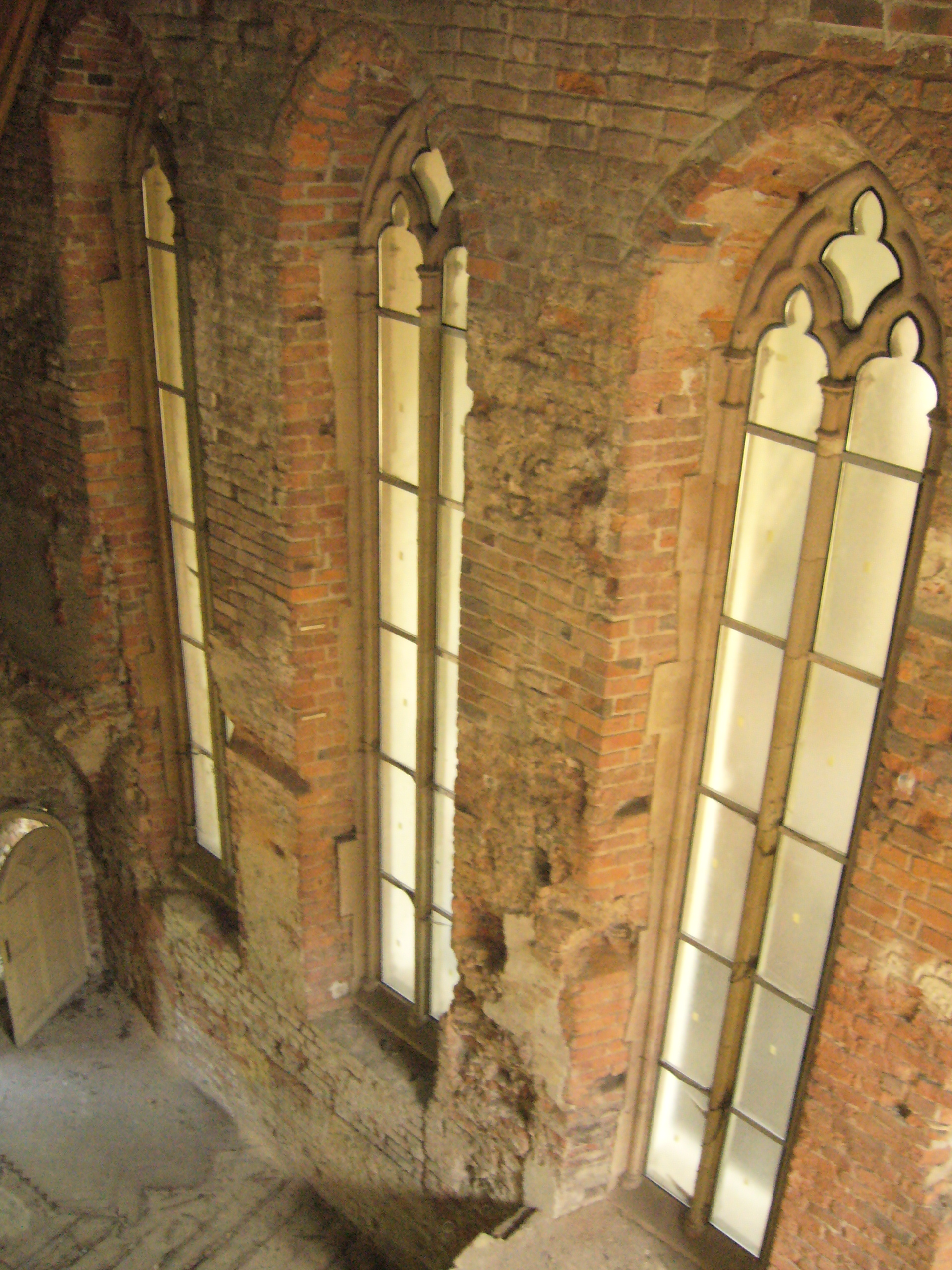
Okna kaplicy widoczne z wnętrza skrzydła zamkowego

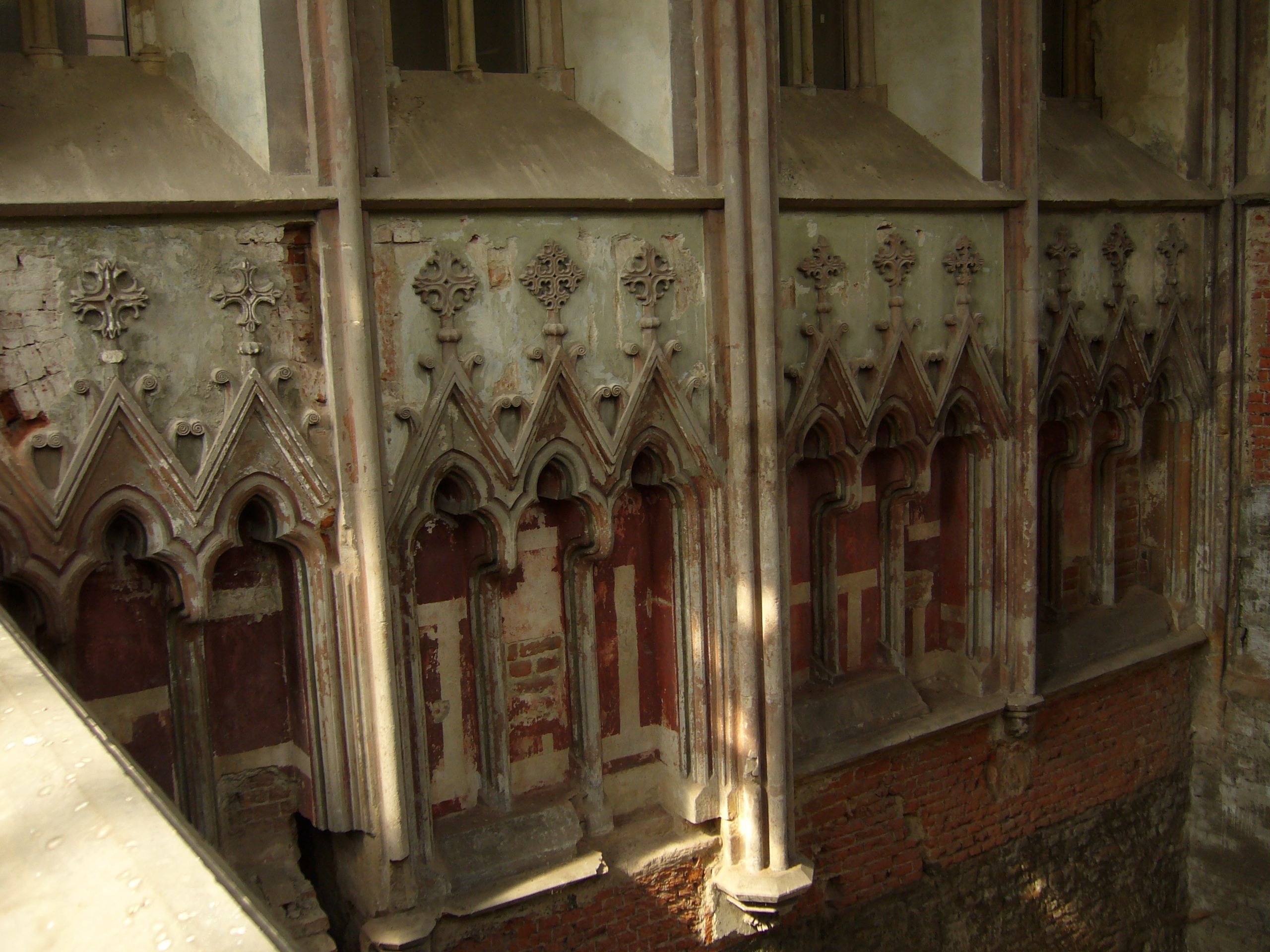
Fragment wnętrza

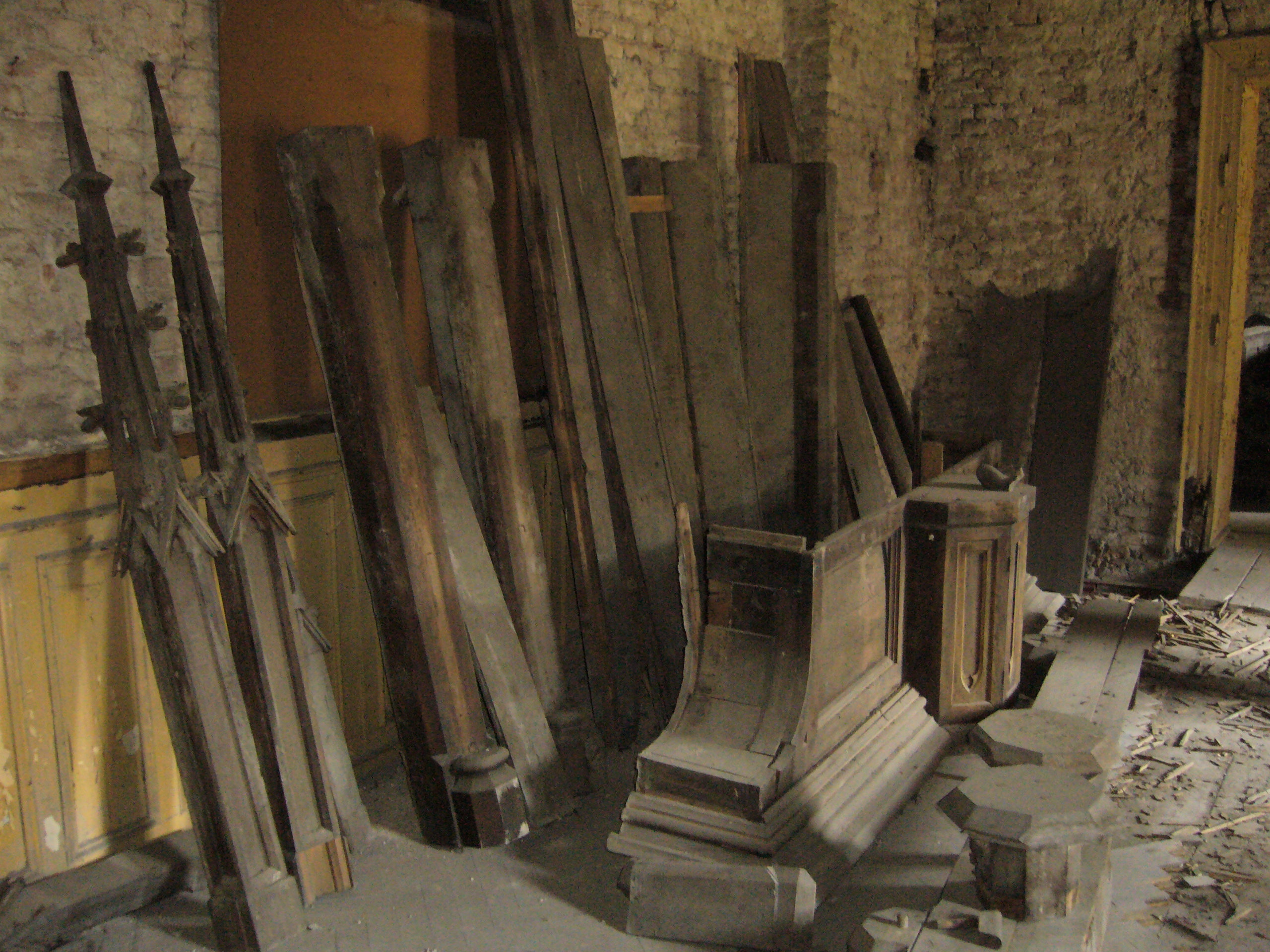
Nastawa ołtarzowa kaplicy w oczekiwaniu na prace konserwatorskie

Kaplica zamkowa pw. św. Tomasza Kantuaryjskiego  (inaczej Tomasza Becketa, tzw. perła gotyku śląskiego lub śląska Sainte-Chapelle) – wybudowana pod koniec XIII w., mieści się we wschodnim skrzydle zamku w Raciborzu-Ostrogu. Budowla pierwotnie wybudowana w stylu gotyckim, posiada jednak elementy barokowe i neogotyckie.
W latach 1288–1416 przy kaplicy znajdowała się kolegiata, którą ufundował biskup wrocławski Tomasz II. Świątynię wielokrotnie trawiły pożary, m.in. w 1519, 1637 czy w 1858 r. W 1988 r. w wyniku prac renowacyjnych znaleziono tzw. Mapę Schneidera, na której widniał odręcznie naniesiony, legendarny tunel prowadzący pod Odrą. W kaplicy znajdowały się najprawdopodobniej relikwie Tomasza Becketa lub św. Stanisława.

## Historia
Kaplica powstała w latach 80. XIII wieku (w latach 1288–1293) w wyniku wzniesienia nowego, murowanego zamku. Obiekt wybudowany został prawdopodobnie na miejscu romańskiej rotundy. Wskazywały na to prace archeologiczne prowadzone w latach 60. i 80. XX wieku w kaplicy. Poprzednia świątynia była prawdopodobnie pod wezwaniem Jana Chrzciciela, które następnie zostało przeniesione na wzmiankowany w 1307 r. kościół na Ostrogu. Wzniesiona została około XII wieku przez Mieszka Plątonogiego. Fundacja nowej świątyni nie mogła jednak nastąpić później niż w 1292 r., po czym przystąpiono do budowy obiektu, którą sfinansował Przemysław raciborski. Aktu poświęcenia najprawdopodobniej dokonał Tomasz II, który w tym czasie schronił się w Raciborzu przed księciem Henrykiem IV Probusem. Jednakże dokładna data konsekracji tej świątyni nie jest znana. W 1288 r. biskup wrocławski Tomasz II ufundował przy kaplicy zamkowej kolegiatę, która była wyrazem wdzięczności za okazaną gościnność. Wydarzenie to zostało opisane przez Jana Długosza w Rocznikach czyli kronikach sławnego Królestwa Polskiego.

Zgromadziwszy wielkie wojsko zarówno z własnych żołnierzy, jak i zaciężnych, najętych na kontrybucję pieniężną, którą ukarał kościół wrocławski, najeżdża zbrojnie ziemie księcia opolskiego Kazimierza i oblega miasto Racibórz z powodu obecności w nim biskupa wrocławskiego Tomasz i jego kleru. Chociaż zamożniejsi mieszczanie raciborscy znosili oblężenie przez jakiś czas i przyrzekali, że ścierpią je jeszcze dłużej, jednak zaskoczony lud, odczuwając niedostatek i brak żywności, udręczony głodem, płakał ciągle, jęczał głośno i wzdychał rzucając przekleństwa i obelgi na biskupa Tomasza i jego kler. Poruszony tym biskup Tomasz, z wielkiej życzliwości, którą się podobno zawsze wyróżniał, rzecze: Raczej niech ja i moje duchowieństwo wpadniemy w ręce tyrana, niż żeby ci niewinny ginęli z głodu. Uwolnimy natychmiast z niebezpieczeństwa ludzi, którzy oblężeni mrą ze strachu i głodu. Naszym uwięzieniem, albo — jeśli tak się spodoba Bogu — śmiercią odsuńmy zagładę grożącą temu miastu, które nas przez długi czas żywiło i udzieliło nam schronienia. Następnie wkłada szaty liturgiczne i każe się w nie ubrać niektórym duchownym. I tak w infule i z insygniami biskupimi rusza z miasta z całym swoim, bawiącym z nim na wygnaniu kleru i podąża do obozu tyrana, by uśmierzać jego gniew największą pokorą. (...) Tyran, który widział z daleka jego przybycie, za łaską Bożą ogarnął tak wielki strach, że wyskoczywszy ze swojego namiotu wybiegł możliwie najszybciej na spotkanie biskupa, padł twarzą na ziemię i jakby dostrzegając w biskupie coś Boskiego i czcząc pod jego postacią Wiecznego Pasterza, prosił o wybaczenie mu jego postępków. Biskup Tomasz, podnosząc go z ziemi, ze łzami obiecuje, że daruje mu całe wiarołomstwo jakiego się dopuścił, byleby tylko wytrwał w tej skrusze i pobożności. I po wzajemnych rzewnych uściskach i pocałunkach, książę i biskup weszli bez świadków do najbliższego kościoła Św. Mikołaja.

W miejscu pojednania biskupa wrocławskiego Tomasza II i księcia wrocławskiego Henryka IV Probusa stoi obecnie na pamiątkę tego wydarzenia pomnik Zgody w Starej Wsi. Wtedy też kaplica otrzymała rzadkie wezwanie św. Tomasza Becketa, którego relikwie zostały prawdopodobnie sprowadzone na zamek. Przy kolegiacie posługę sprawowało trzech kanoników oraz kilku wikariuszy, których źródłem utrzymania była dziesięcina z kilku wsi księstw raciborskiego, opolskiego i cieszyńskiego. Oprócz tego duchowni przy kolegiacie byli kanclerzami i sekretarzami oraz nauczycielami i wychowawcami książęcych dzieci. Na początku XIV wieku do kaplicy zostało dobudowane skrzydło zamku książęcego. W 1309 r. wzmiankowany zostaje ołtarz św. Małgorzaty. W XIV wieku kaplica została dodatkowo poszerzona o kruchtę.
W 1416 r. za sprawą Jana II Żelaznego kapituła została przeniesiona z kaplicy zamkowej do kościoła farnego. W XV i XVI wieku wiele dochodów probostwa zanikło, wspomina o tym Augustyn Weltzel:

Co zaś do dochodów probostwa to wiele z nich w XV i XVI wieku zupełnie zanikło. Gdyby jednak proboszczowie, tak jak kustosze i scholastycy wiernie tu trwali i nie oddalali się od swojej trzody, ich dochody lepiej by się przedstawiały. Karol hrabia Sobeck, zanim wyjechał za granicę, ustanowił w testamencie z 1739 r. fundację 1000 guldenów na wikarego zamkowego, który otrzymałby mieszkanie i wikt w zamku, działałby w kaplicy i odprawiałby coroczne rekwiem za wszystkich zmarłych poddanych księstwa oraz ustanowiono dzień św. Jana Nepomucena (16 maja) jako dzień świąteczny dla całego księstwa.

W 1519 r., w wyniku pożaru jaki wybuchł na zamku, największe szkody poniosła kaplica, runęła wtedy ściana południowa oraz sklepienia. Po pożarze w 1519 r. odbudowano zawaloną ścianę południową, a także sklepienia, gdzie obniżono poziom kondygnacji górnej. Oprócz tego od strony południowej dobudowano zakrystię. Po przejściu zamku w ręce Austriaków w kaplicy nadal odbywały się msze św. O tym fakcie wspomina Augustyn Weltzel.

Po wymarciu piastowskiego rodu książęcego księstwa opolskie i raciborskie w 1532 roku przypadły domowi austriackiemu jako królom czeskim. Co prawda później na skutek sprzedaży zamek został odłączony od księstwa, jednak cesarz zawarował sobie prawa patronalne i właściciele dziedziczni otrzymywali tylko majątki komorne, ale nie przywileje fundatorów. Obie msze święte miały być odprawiane w obecności księcia, ale teraz odprawiane są z większym pożytkiem i przy liczniejszym udziale wiernych w kościele miejskim, jedna o 7.00 (matura), druga o godzinie 9.00 (suma).

Do kaplicy co roku podążały cztery uroczyste procesje z relikwiami męczennika. Pierwsza odbywała się 29 grudnia, kiedy przypadało wspomnienie patrona, św. Tomasza. Druga procesja podążała do kaplicy we wtorek w Dni Krzyżowe lub Wielki Czwartek, natomiast trzecia w przeddzień wspomnienia św. Jana Chrzciciela. Ostatnia przypadała na dzień wspomnienia św. Marcelego, patrona Raciborza i ustanowiona została na pamiątkę ufundowania kolegiaty. Jednak przypadają w dzień targowy odbywała się wokół rynku do klasztoru Dominikanów. Kiedy zamek był własnością osób innego wyznania niż katolicyzm, m.in. Jerzego von Brandenburga, Jana Zygmunta Bathori i Bethlena Gabora, to nie można było odprawiać mszy św. w kaplicy. W latach 1542–1629 nie odbywały się także procesje, poza procesją w Boże Ciało, która odbywała się w obecności uzbrojonych mieszczan i poddanych kapituły. Urbarz z 1595 r. tak opisuje kaplicę:

Przy wejściu jest budynek bramny i drewniana izdebka, a obok stare wejście do zamku. Zaraz opodal stoi kościół z ubieralnią [zakrystią], która grozi jednak zawaleniem, pod nią izby i strych. Pod kościołem jest sklepione pomieszczenie i więzienie.

Do końca XVI wieku stan techniczny budowli znacznie się pogorszył: dach nie był naprawiany, kaplica się zapadła, dodatkowo obiekt wraz z zakrystią posiadał liczne pęknięcia, a ołtarze się obsunęły. Powodem tego było przede wszystkim wielkie pomieszczenie, które nie posiadało sklepienia. Znajdowało się ono pod świątynią, a belki oddzielające pomieszczenia były spróchniałe. W 1594 r. zamek wizytowała cesarska komisja, która zaproponowała rozebranie kaplicy.
W XVII wieku podczas przebudowy zamku fasada kaplicy uzyskała barokowy wygląd. W 1609 r. właścicielem zamku został baron von Mettich, który zobowiązał się odbudować świątynię. Wtedy też prawdopodobnie na miejscu kruchty została postawiona boczna przybudówka. Dodatkowo przyrzekł nie ograniczać dawnych fundacji na rzecz tamtejszych księży, a ornaty, kielichy i monstrancje miały zostać zwrócone Kościołowi. W 1637 r. wybuchł kolejny pożar na zamku, który również objął swym zasięgiem kaplicę. Odbudowa trwała w prawdopodobnie w latach 1642–1651 i w jej wyniku powstało sklepienie kolebkowe z lunetami nad kryptą. Oprócz tego skrócone zostało przęsło zachodnie oraz fasada została przebudowana w stylu barokowym. Urbarz z 1642 r. wspomina o zegarze na wieży kaplicy W 1642 r. zamek i świątynie przejął Jerzy von Oppersdorff. W 1670 r. za sprawą Jerzego von Oppersdorffa dokonano odnowienia obiektu, który według urbarza został zbezczeszczony w wyniku wojny trzydziestoletniej:

[Kaplica] w czasach wojen całkowicie podupadła i stała się nieczysta, ale ze świętej pamięci Jerzego hrabiego von Oppersdorffa została odrestaurowana ku czci wszechmocnego Boga i św. Tomasza z Canterbury.

Podczas odbudowy kaplicy powstały nowe okna, ławki, oratoria, chór oraz ołtarz. W 1687 r. w świątyni odbył się chrzest Turczynki i Turka. Turek o imieniu Mahomet przybrał nowe imię, Teofil, a jego chrzestnymi byli Bernard von Oppersdorff, Wacław von Reiswitz i jego małżonka. Turczynka przybrała imiona Barbara Antonina Eufrazja, a jej chrzestnymi było małżeństwo von Reiswitz oraz Jerzy von Oppersdorff. Na przełomie XVII i XVIII wieku w kaplicy odbyło się kilka ślubów arystokracji. 29 marca 1688 r. baron Karola Gabriela von Węgierskiego i hrabiankę Benignę Esterę Praschmy połączył świętym węzłem małżeńskim scholastyk Fryderyk Ferdynand Flade. Świadkami podczas tej uroczystości byli hrabia Jan Jerzy von Oppersdorff i hrabianka Rzeszy Marianna von Hohenems, hrabia Bernard von Praschma, Fryderyk von Oppersdorff oraz jego syn Fryderyk. 12 lutego 1713 r. ślub wzięli baron Teofil von Tracha i hrabianka Helena Sobeck, córka hrabiego Karola Henryka Sobeck. Ślubu udzielił wtedy opat rudzki Józef Bernard von Strachwitz.
W XVIII wieku zaprzestano odprawiania nabożeństw w kaplicy zamkowej, mimo istnienia takiego nakazu w dokumencie fundacyjnym. Fakt ten spotkał się z ostrą reakcją władz cesarskich. Cała sytuacja została opisana przez Augustyna Weltzela.

Pod koniec 1731 roku wyszło cesarskie rozporządzenie do wszystkich kościołów Śląska, na mocy którego wszelkie, nadane przez fundatorów, przywileje należało w ciągu pół roku przedstawić do zatwierdzenia dworowi cesarskiemu pod rygorem utraty ważności, jeżeli w ustalonym czasie nie będą przedłożone. Starosta księstwa (Landeshauptmann) doniósł zwierzchniemu urzędowi (Oberamt), a ten 26 czerwca 1732 roku cesarzowi, o zaniechaniu codziennych mszy świętych i corocznych procesji, jakie są ufundowane w kaplicy zamkowej dla uczczenia św. Tomasza z Canterbury, co tamtejszego proboszcza pozbawia różnych dochodów, które są przejmowane przez kapitułę. Karol VI, a właściwie najwyższy kanclerz Czech, Franciszek Ferdynand hrabia Kinsky, wezwał 25 sierpnia 1733 roku królewski zwierzchni urząd w księstwie Górnego i Dolnego Śląska do zażądania od członków kapituły odpowiedniego usprawiedliwienia, dlaczego zaniechali codziennych nabożeństw w kaplicy zamkowej wbrew dosłownej treści dokumentu fundacyjnego i przedstawienie możliwie szybko odpowiedniego sprawozdania. Zwierzchni urząd (hrabia Franz Anton Schaffgotsch i Lazarus von Brunetti) zwrócił się do wikariatu generalnego, a ten (baron Jan von Redinghoven i baron Adam Joseph von Keller) 12 września do kapituły w Raciborzu o złożenie w ciągu dwóch tygodni ze zwrotem załączonych dokumentów.

24 listopada 1733 r. raciborska kapituła ustosunkowała się do pisma skierowanego przez cesarskie władze. Według kapituły wspomniane dwie ufundowane msze św. nie były odprawiane w kaplicy od ponad 200 lat, jednak intencje te odprawiane były w kościele farnym.
W 1852 r. w miesięczniku budowlanym Zeitschrift für Bauwesen, który poświęcony był budownictwie znalazł się opis kaplicy zamkowej.

Kaplica jest częścią starego zamku piastowskiego, który, wybudowany w nieregularnym kształcie, tylko częściowo się zachował, gdyż skrzydło w kierunku Odry runęło. Ze względu na silne mury zamek służył bardziej jako twierdza, niż ku ozdobie. Kaplica swoim szlachetnym i czystym stylem gotyckim bezspornie zafascynuje każdego miłośnika sztuki. Od zewnątrz świątynia, wciśnięta między dwa budynki, nie robi najlepszego wrażenia, barokowy szczyt jest po obu stronach zamykany dachem. Jednak tym piękniejsze jest wnętrze, mające 37,5 stopy długości, 20 stóp szerokości i 44 stopy wysokości. Na smukłych kolumnach i wiązkach służek wznosi się najśmielsze sklepienie krzyżowe. Dziesięć okien i wnęk okiennych, dwa wielkie okna w ścianie tylnej i dwa mniejsze nad drzwiami dzielą ściany powabnymi liniami i nadają kaplicy swobodny, lekki wygląd. Na lewo od wejścia znajduje się w ścianie między czterema kolumnami (po trzy połączone) obok siebie dziewięć nisz, które na wysokości 11 stóp nad podłogą służyły do ustawienia rzeźb. Zarówno profile nisz, jak i kolumn, sklepienia i łuków jarzmowych są najszlachetniejszego kształtu. Strona prawa zdaje się ucierpiała na skutek pożaru. Ołtarz główny i dwa ołtarze boczne ze skąpymi złoceniami nie są szczególną ozdobą. Podczas pożaru zamku w styczniu 1858 roku runęła część sklepienia, zostało jednak odbudowane przez budowniczego Starckego, a kaplicę ozdobiono wieżyczką. Główna ozdoba, piękne roboty kamieniarskie okien, zostały wykonane kilka lat później, jednak drewniany ołtarz i organy zostały postawione w 1873 roku Odrestaurowana w 1876 roku kaplica zamkowa została poświęcona 18 października.

W 1858 r. wybuchł kolejny pożar, który nie oszczędził kaplicy. W wyniku pożaru zawaliło się przęsło zachodnie budynku. Po pożarze postawiono browar, a następnie zabrano się za odbudowę kaplicy (trwała do 1873 r.), której plany i przebieg nadzorował Juliusz Starcke. Podczas prac rekonstrukcyjnych zmodernizowano wnętrze budowli oraz zachodnią fasadę elewacji zewnętrznej w stylu neogotyckim. Na elewacji wschodniej i zachodniej znalazły się trójkątne szczyty. Dodatkowo szczyt fasady zachodniej przechodził w wieżyczkę, którą zwieńczał ostrosłup. W środku świątyni znalazło się miejsce na chór muzyczny, które wspierały dwie kolumny. W 1873 r. w kaplicy znalazł się neogotycki ołtarz drewniany św. Tomasza Becketa, którego twórcą był prawdopodobnie Adalbert Siekinder z Monachium, obraz patrona autorstwa Jana Bochenka oraz organy. Kilka lat później wnętrze wzbogaciło się o wyroby kamieniarskie. Trójdzielne okna przyozdabiały maswerki. Świątynię konsekrowano 18 października tego samego roku.
W czasie II wojny światowej kaplica nie odniosła większych szkód. 5 grudnia 1953 r. świątynia wraz z całym zespołem zamkowym została wpisana do rejestru zabytków. Jednakże w wyniku braku zainteresowania obiektem przez władze, od początku lat 50. XX wieku ulegał on stopniowej dewastacji. Wtedy też został zniszczony ołtarz, organy i ławki w kaplicy. W latach 1985–1987 w świątyni trwały prace archeologiczno-architektoniczne prowadzone przez B. Muzolfa i Z. Hejdę. W 1988 r. władze miasta i kościelne zawarły porozumienie, że po renowacji kaplica ma być obiektem kultu religijnego. W latach 90. XX wieku staraniem władz miasta odnowiono m.in. fasadę oraz przeprowadzono prace konserwacyjne kamieniarki okien w świątyni. Obecnym właścicielem kaplicy jest Skarb Państwa, a obiekt podlega zarządowi władz powiatu raciborskiego. 3 czerwca 2001 r. o godz. 12.00 po wieloletniej przerwie przed świątynią została odprawiona msza św., której przewodniczył ks. Jerzy Hetmańczyk, proboszcz parafii św. Jana Chrzciciela. W latach 2013–2016 przeprowadzono gruntowny remont obiektu, po którym świątynia została udostępniona do zwiedzania. Od sierpnia 2024 roku przywrócono odprawianie w kaplicy regularnych mszy św., które mają miejsce w każdą ostatnią niedzielę miesiąca i sprawowane są przez księży z parafii św. Jana Chrzciciela w Raciborzu. We wrześniu 2024 roku zdecydowano o renowacji zabytkowych, XIX wiecznych organów, które znajdowały się w kaplicy. 

## Architektura

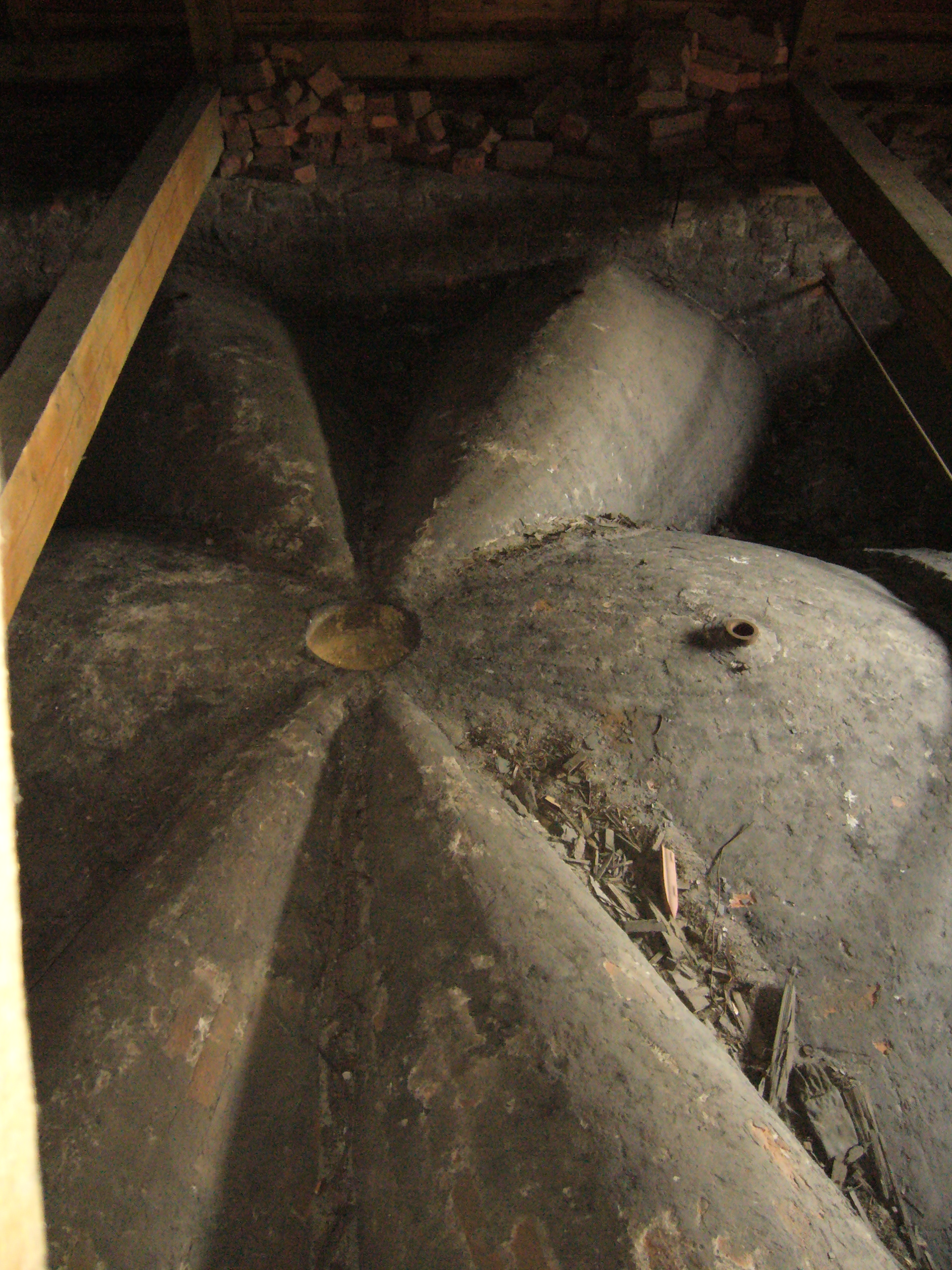
Konstrukcja sklepienia kaplicy – widok ze strychu

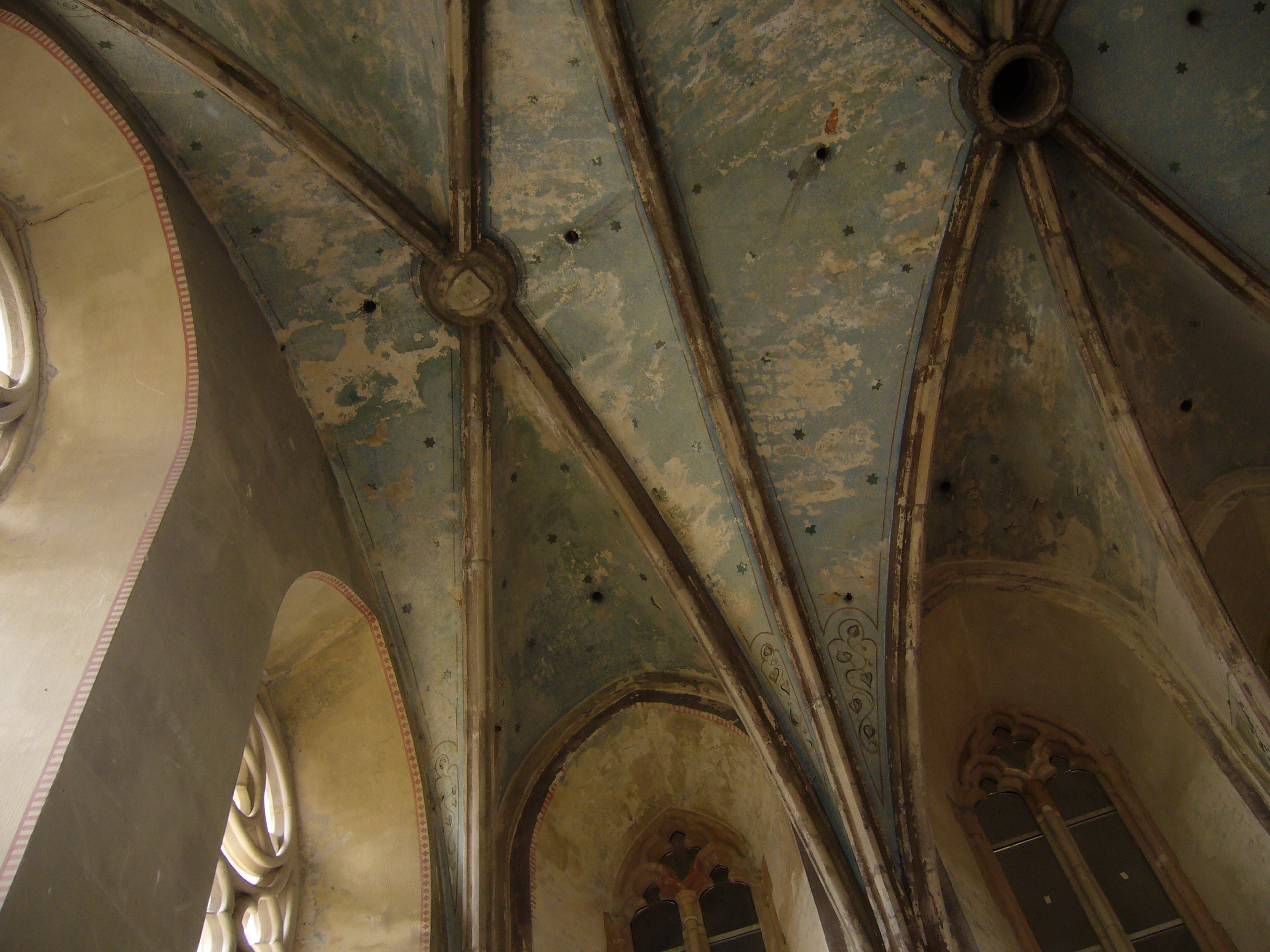
Fragment sklepienia z pozostałościami zdobień malarskich

Świątynia wraz z domem zamkowym została dostawiona do pierwszej partii murów od wschodu. Znajduje się we wschodnim skrzydle zamku, między budynkiem bramnym a głównymi budowlami zamkowymi. Kaplica stoi na fundamentach poprzedniej świątyni. Początkowo wolno stojąca. Wzniesiona jest na rzucie prostokąta o wymiarach 8,5 na 13 metrów, jest orientowana, murowana z cegły w wątku wendyjskim, otynkowana i posiada detale kamienne z ciosu. Kaplica była pierwszą wolno stojącą budowlą sakralną, którą zbudowano na planie prostokąta.
Kaplica jest w typie salowym, trójprzęsłowa, sklepiona krzyżowo-żebrowo. Przęsło zachodnie (neogotyckie) jest nieznacznie węższe od pozostałych, sklepienie przęsła środkowego jest sześciopolowe, a przęsła wschodniego jest siedmiopolowe oraz posiada żebro poprzeczne na osi ściany wschodniej. W zwornik znajduje się neogotycki kartusz herbowy. Żebra przęseł wschodniego i środkowego pochodzą z przełomu XV i XVI wieku, ich przekrój to wałek z uskokiem. Żebra spływają w narożach i północnej ścianie na służki w formie kolumienek z kapitelami kielichowymi z końca XIII wieku. Kapitele udekorowane są motywami roślinnymi i kwiatowymi. Pomiędzy przęsłami znajdują się wiązki potrójnych służek. Ściana południowa posiada służki z przełomu XV i XVI wieku. Służki są profilowane i posiadają ogzymsowane kapitele. Służki od strony północnej są nadwieszone na wspornikach udekorowanych motywami roślinnymi, prawdopodobnie były częściowo zrekonstruowane w XIX wieku. Służki od strony południowej sięgają gzymsu, który obiega wnętrze na wysokości ław okiennych.
Okna kaplicy są rozglifione, dwudzielne oraz posiadają maswerki. Ściany boczne przęsła wschodniego i środkowego posiadają dwa dwudzielne ostrołukowe okna, natomiast ściana wschodnia dwa okna trójdzielne z laskowaniem. Znajduje się tam również maswerk z motywem rybiego pęcherza, który został prawdopodobnie zrekonstruowany. Okna od strony północnej posiadają maswerki o motywie trójliścia, także częściowo rekonstruowane. Pod oknami znajdują się wnęki na sedilia. Pomiędzy służkami w części wschodniej ściany północnej znajdują się 3 wnęki, które są zamknięte trójlistnie i otoczone bogato profilowanymi obramieniami, których zamknięcia są lekko nadwieszone. W zwieńczeniu obecne są trójkątne wimpergi wraz ze stylizowanymi żabkami oraz krzyżami, których wykrój jest urozmaicony. U podstawy sediliów znajduje się gzyms. W środkowym przęśle od strony północnej znajduje się przejście do zamku. Natomiast w części zachodniej znajduje się empora głębokości połowy przęsła. Świątynię opinają przypory z kamiennym gzymsem koronującym.
Kaplica posiada dwukondygnacyjny układ, który łączą schody znajdujące się w murze od wschodu. Górny poziom służył celom liturgicznym. Znajduje się tutaj neogotycki, murowany chór muzyczny, który wspierają dwie kolumny. Dolny poziom był albo oratorium grobowym Przemysława i jego rodziny, albo miejscem przechowywania świętych relikwii, pełnił rolę sanktuarium. Pierwszy cel wydaje się mało prawdopodobny, gdyż po śmierci Przemysław raciborski został pochowany w klasztorze dominikanów w Raciborzu. Krypta pod kaplicą posiada sklepienie kolebkowo-żebrowe pochodzące z 2 połowy XVII wieku wsparte na dwóch filarach oraz na kielichowych wspornikach umiejscowionych w ścianach obwodowych. W zachodniej części znajduje się kruchta.
W krypcie znajdowała się płyta nagrobna Joanny Wilhelminy Ihlee ur. Gröschner (zm. 1790). Płyta była marmurowa, posiadała inskrypcję, a ozdobne zwieńczenie przedstawiało słońce. Oprócz tego w kaplicy znajdowało się sześć lichtarzy cynowych z 1 połowy XIX wieku. W muzeum w Raciborzu znajduje się obraz św. Tomasz Becketa z ołtarza oraz figury św. apostołów, które zdobiły rozebrane sedilia kanonickie.
Na zewnątrz budynku w narożach wschodnich, a także przy przęśle zachodnim znajdują się szkarpy trójuskokowe. Kaplica posiada trójkątne szczyty. Fasada zachodnia obiektu jest neogotycka, posiada portal i szczyt, który przechodzi w wieżyczkę zwieńczoną iglicą. Kaplica nakryta jest siodłowym dachem pokrytym blachą.
Kaplica zamkowa od połowy XIX wieku, ze względu na swój wysoki poziom artystyczny, nazywana jest perłą gotyku śląskiego. Budowla nazywana jest również śląską Sainte-Chapelle.

## Kapituła

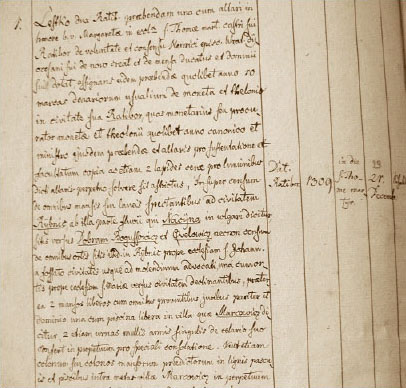
Regest dokumentu księcia Leszka z 1309 roku, w którym jest mowa o fundacjach na rzecz ołtarza św. Małgorzaty w kolegiacie zamkowej

Biskup wrocławski Tomasz II ufundował w 1288 r. przy kaplicy zamkowej kolegiatę, przy której swoją posługę pełniło trzech kanoników i kilku wikariuszy. Pierwszym kanonikiem przy zamkowej świątyni został Tylco, który służył w latach 1293–1305. Wspominają o nim dokumenty księcia Mieszka cieszyńskiego oraz Przemysław raciborski. Po 1305 r. kanonikiem został wzmiankowany w dokumentach Godin. Przemysł I posiadał kapelana o imieniu Jeszko, który w 1295 r. również tytułowany jest jako kanonik, a następnie w 1299 r. jako pleban rybnicki. Dokumenty z 1290 r. wymieniają także kapelana Otto. Z imion duchownych można wywnioskować, że pochodzili oni z zachodniej Europy. Biskup i książę uposażył prebendy kanonickie dziesięcinami, które były ściągane z wiosek należących do księstwa cieszyńskiego i raciborskiego.
W XIV wieku prawdopodobnie w zamku nie rezydował już żaden z trzech kanoników, ponieważ biskup Przecław zobowiązał do przebywania na zamku przez okres jednego roku przynajmniej jednego kanonika. Jego zadaniem było pilnowanie relikwii, sprzętu i szat liturgicznych. W 1308 r. książę Leszek został fundatorem prebendy z ołtarza św. Małgorzaty, a także przekazał władzę sądowniczą nad kolonistami mieszkający w osadzie zamkowej w ręce kanoników. 27 lutego 1359 r. biskup wrocławski Przecław postanowił, że kanonicy z kaplicy zamkowej będą podlegać bezpośrednio władzy biskupstwa wrocławskiego. Oprócz tego biskup ustalił wygląd ich stroju oraz zarządził, że co roku mają się stawić przed kapitułą wrocławską w okresie wspomnienia św. Tomasza. Mieli także składać sprawozdania z działalności fundacji biskupa Tomasza II. Biskup ze swojej strony zobowiązał się do ochrony prawnej kanoników, kaplicy oraz jej dóbr. Wszystko zostało spisane w specjalnym dokumencie, który podkreśla wielką rangę raciborskiej kolegiaty na tutejszym zamku.
W 1416 r. kapituła została przeniesiona do kościoła farnego. Służyło przy niej wtedy pięciu prałatów, dwunastu kanoników oraz rzesza wikarych. Powodem zmiany miejsca funkcjonowania kapituły był fakt, że miasto miało w tamtych czasach większe znaczenie niż zamek.

Wielka była gorliwość w ustanawianiu kanonii, aby mieć okazałe kolegium kapitulne. Kaplica zamkowa dla tego celu była już niewystarczająca; ponadto kanonicy i wikariusze mieszkający w mieście, ze względów na zamknięcie bramy miejskiej i zamkowej, mieli trudności w pilnym i punktualnym odprawianiu nabożeństw. Kiedy stworzono już czternaście kanonii, książę postanowił zwrócić się do biskupa o przeniesienie kapituły kolegialnej z kaplicy zamkowej do kościoła parafialnego.

## Mapa Schneidera

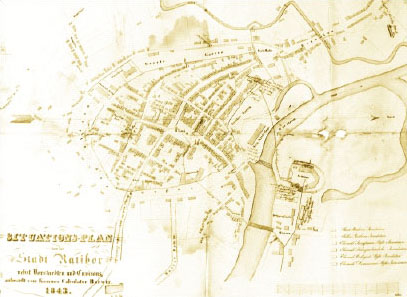
Mapa Schneidera z naniesionym odręcznie podziemnym przejściem pod Odrą

W 1988 r. władze miasta wraz z kościołem katolickim doszły do porozumienia w sprawie renowacji kaplicy zamkowej. Podczas prac remontowych, w umieszczonej na dachu wieżyczce na sygnaturkę, została odnaleziona mapa datowana na 1843 r. Mapa oddawała stan zabudowy miejskiej z 1843 r. i z 1858 r. za sprawą ręcznie naniesionych na niej adnotacji.
Mapa stała się historycznym odkryciem za sprawą adnotacji naniesionych przez Roberta Schneidera, który prawdopodobnie kierował odbudową zamku po pożarze. Zaznaczył on na mapie podziemny tunel, który zaczynał się w miejscu starej zamkowej baszty, a kończył w klasztorze dominikanek. Było to prawdopodobnie legendarne przejście pod Odrą, które opisał Hyckel.

## Relikwie

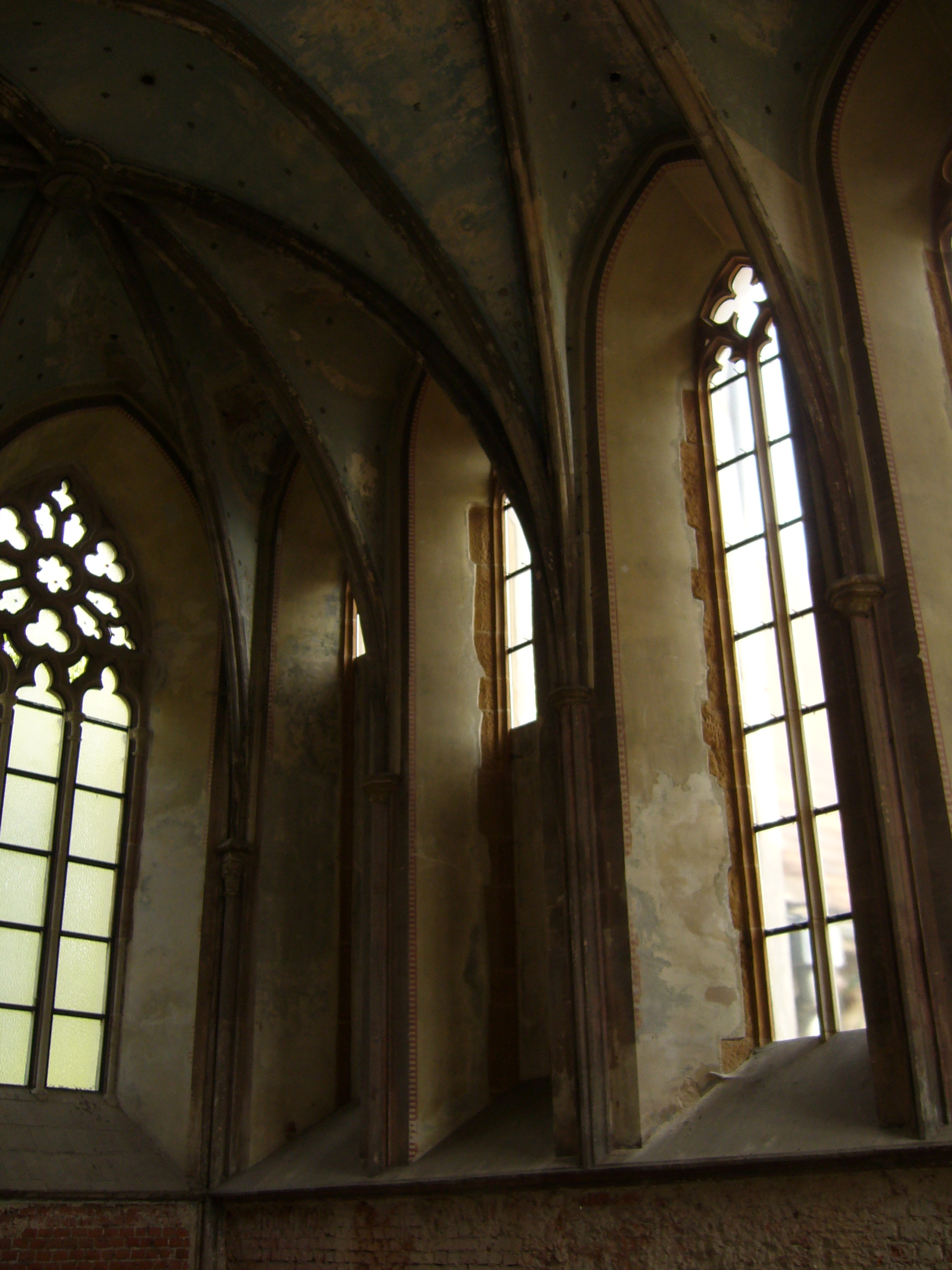
Fragment wnętrza, z lewej strony widać wielkie okno w ścianie tylnej kaplicy

W kaplicy znajdowały się prawdopodobnie relikwie świętego, które zostały umieszczone w dolnym pomieszczeniu. Choć w 1416 r. kapitułę kolegiacką przeniesiono do kościoła farnego, w kaplicy zamkowej miały odbywać się codziennie Msze św., a cztery razy w roku do kaplicy miała się odbywać uroczysta procesja ku czci znajdujących się tam relikwii.
Pierwszym świętym, którego relikwie mogły się znajdować w kaplicy, był jej angielski patron – Tomasz Becket. Podyktowane to mogło być zwyczajem eksponowania w specjalnym miejscu świątyń szat lub kośćca patronów. Zdobycie relikwii św. Tomasza nie było trudne w tamtych czasach, gdyż świątynia w Canterbury była jednym z największych obiektów pielgrzymkowych.
Kolejnym świętym, do którego mogły należeć relikwie znajdujące się w kaplicy zamkowej, to Stanisław ze Szczepanowa. Tłumaczyć by to mógł kult, jakim otaczali tego świętego raciborscy władcy – Władysław i Przemysław raciborski. O pobożności Przemysława wspomina Jan Długosz w Rocznikach czyli kronikach sławnego Królestwa Polskiego.

Co roku dla uczczenia go [św. Stanisława] w dniu jego urodzin niósł zwykle z zamku raciborskiego do klasztoru dominikanów świecę tak wielką, że przekraczało to jego siły. (...) Kiedy leżał [Przemysł] złożony ostatnią niemocą ukazał mu się św. Stanisław i pocieszywszy życzliwie napominał, by się przygotował do obchodu jego święta. Na jego odpowiedź: – w jaki sposób będę to mógł uczynić skoro jestem słaby i ciężką chorobą przyciśniony? Święty Boży dodał: – Ja ci – powiada – pomogę i dodam sił. Książę Przemysł przyrzeka, że to uczyni i umiera bezpotomnie w wigilię św. Stanisława. Pochowano go w dniu jego święta, chociaż dwaj jego rodzeni bracia: książę bytomski Kazimierz i książę cieszyński Mieszko oraz panowie raciborscy byli temu zdecydowanie przeciwni i chcieli dłużej przechować jego ciało, aby urządzić pogrzeb w innym dniu. Ponieważ jedna książęta i panowie zmienili zdanie, zostaje pochowany w klasztorze dominikanów w Raciborzu, by obchodzić w przyszłości uroczystość św. Stanisława nie co roku, ale bez przerwy.

Relikwie mogą pochodzić jeszcze z dawnej rotundy romańskiej, która znajdowała się prawdopodobnie na miejscu obecnej kaplicy. Bierze się pod uwagę fragment Drzewa Krzyża, którego relikwie były bardzo popularne w tamtych czasach. W skarbcu kościoła farnego znajduje się nawet renesansowy pacyfikał z zaszklonymi kawałkami Drzewa Krzyża.
Autentyczność relikwii budzi jednak wątpliwości, ponieważ nie ma żadnych przekazów, które by potwierdzały ich istnienie. Przypuszcza się, że prawdopodobnie uległy zniszczeniu podczas pożaru w 1519 r. Również bierze się pod uwagę scenariusz zniszczenia relikwii podczas reformacji, kiedy właścicielem zamku był Jerzy Pobożny Hohenzollern. Augustyn Weltzel wspomina o relikwiach w XIX wieku.

## Galeria

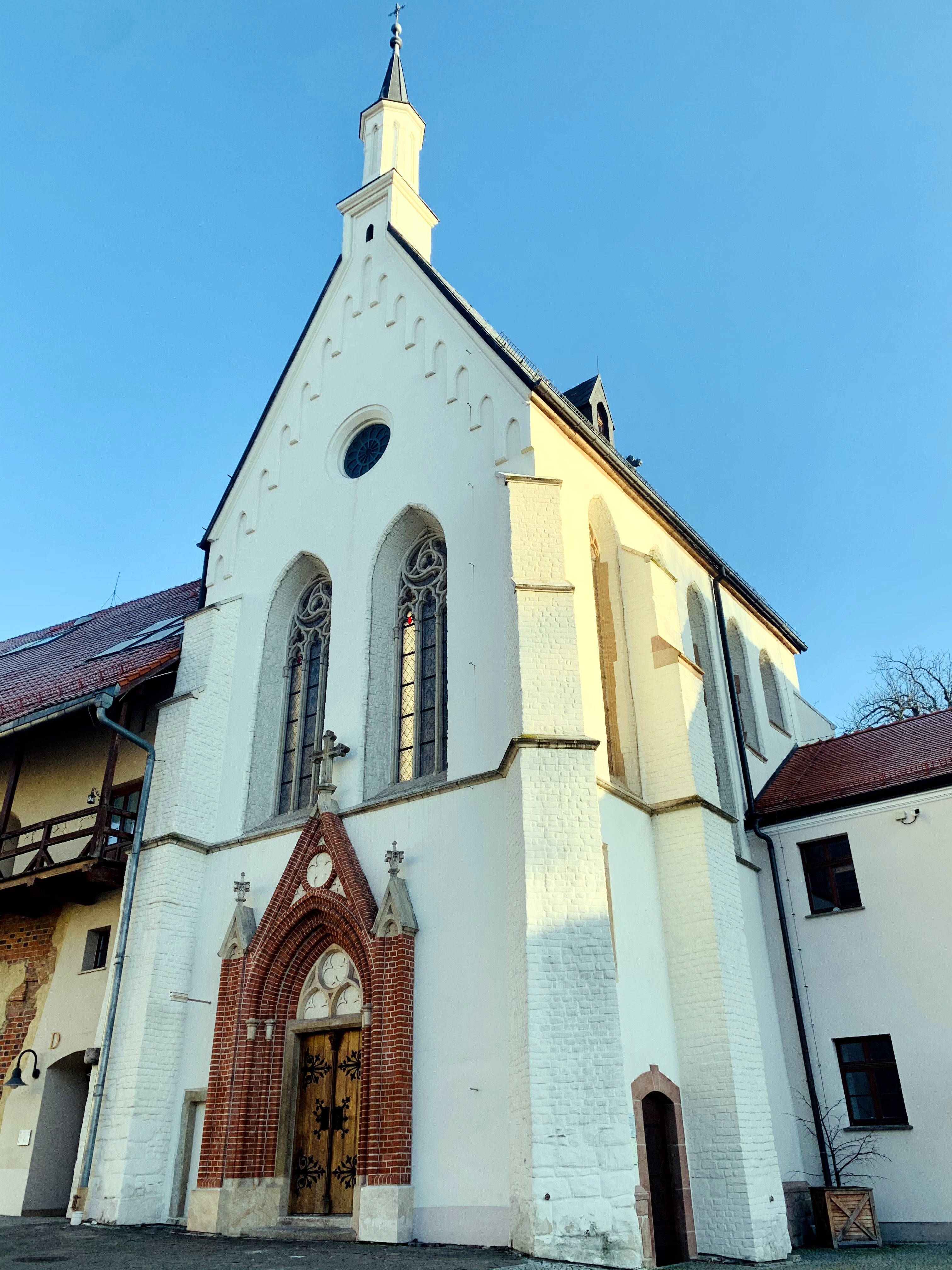
Kaplica po odrestaurowaniu
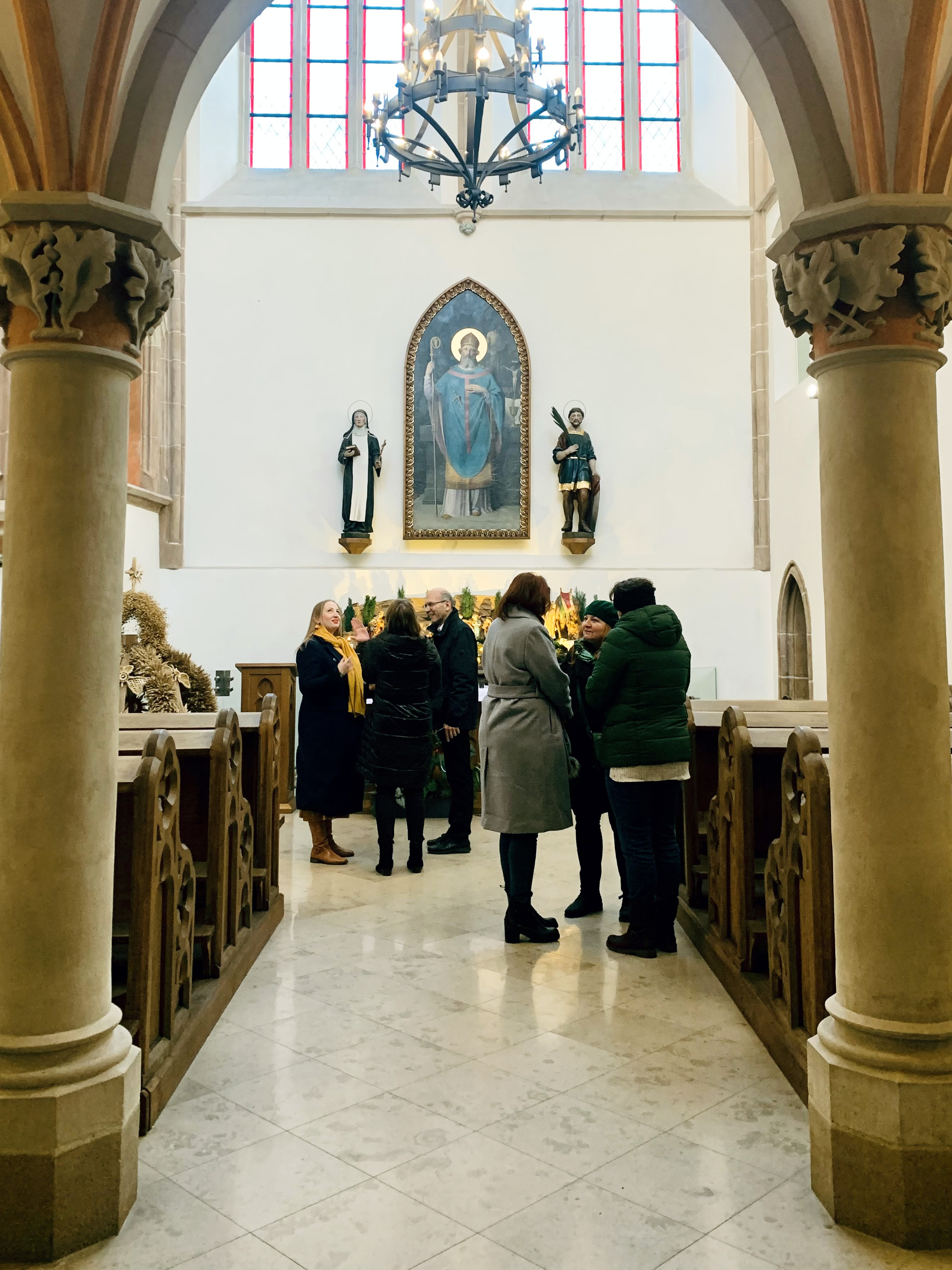
Nawa kaplicy
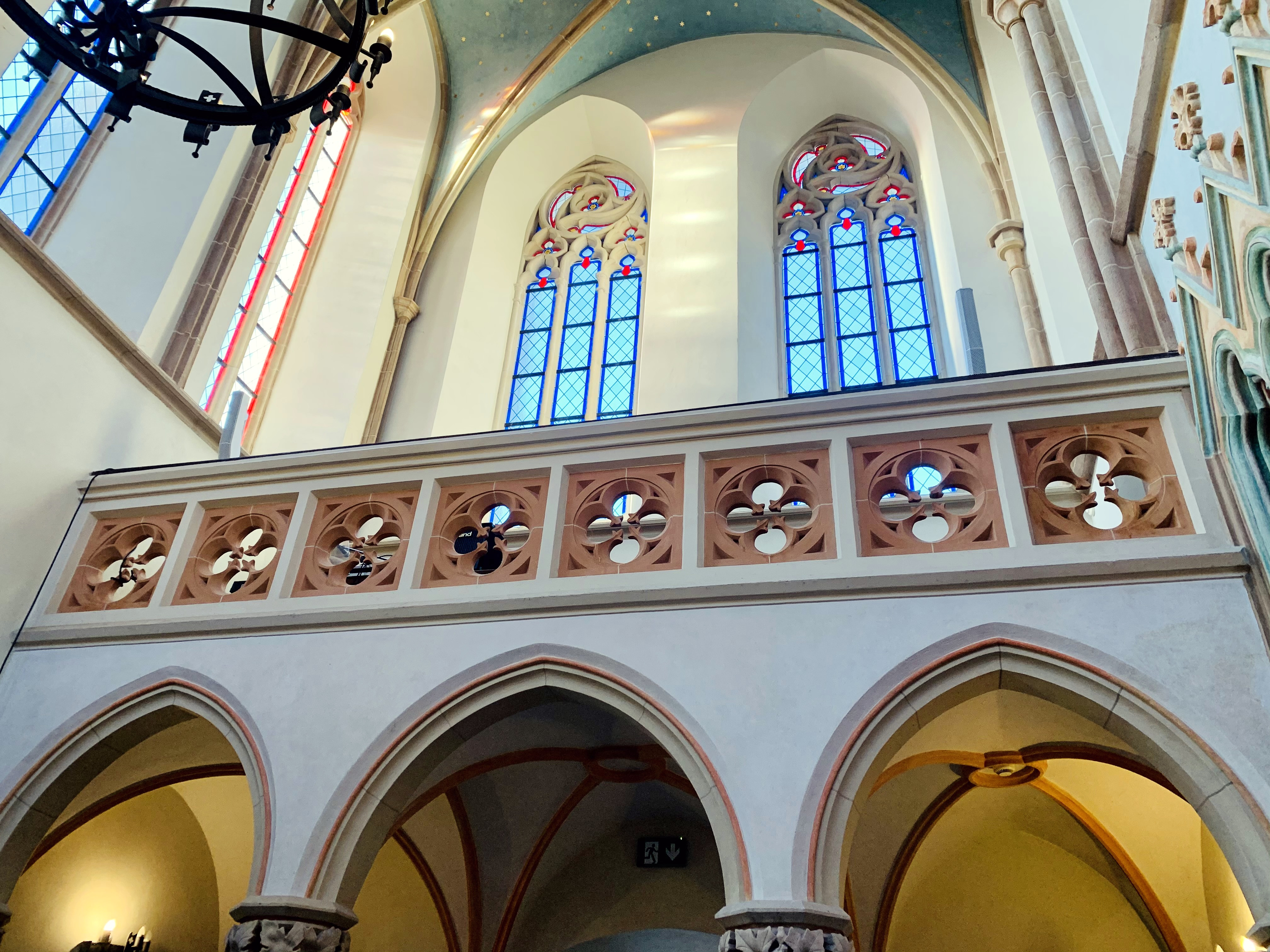
Widok na chór
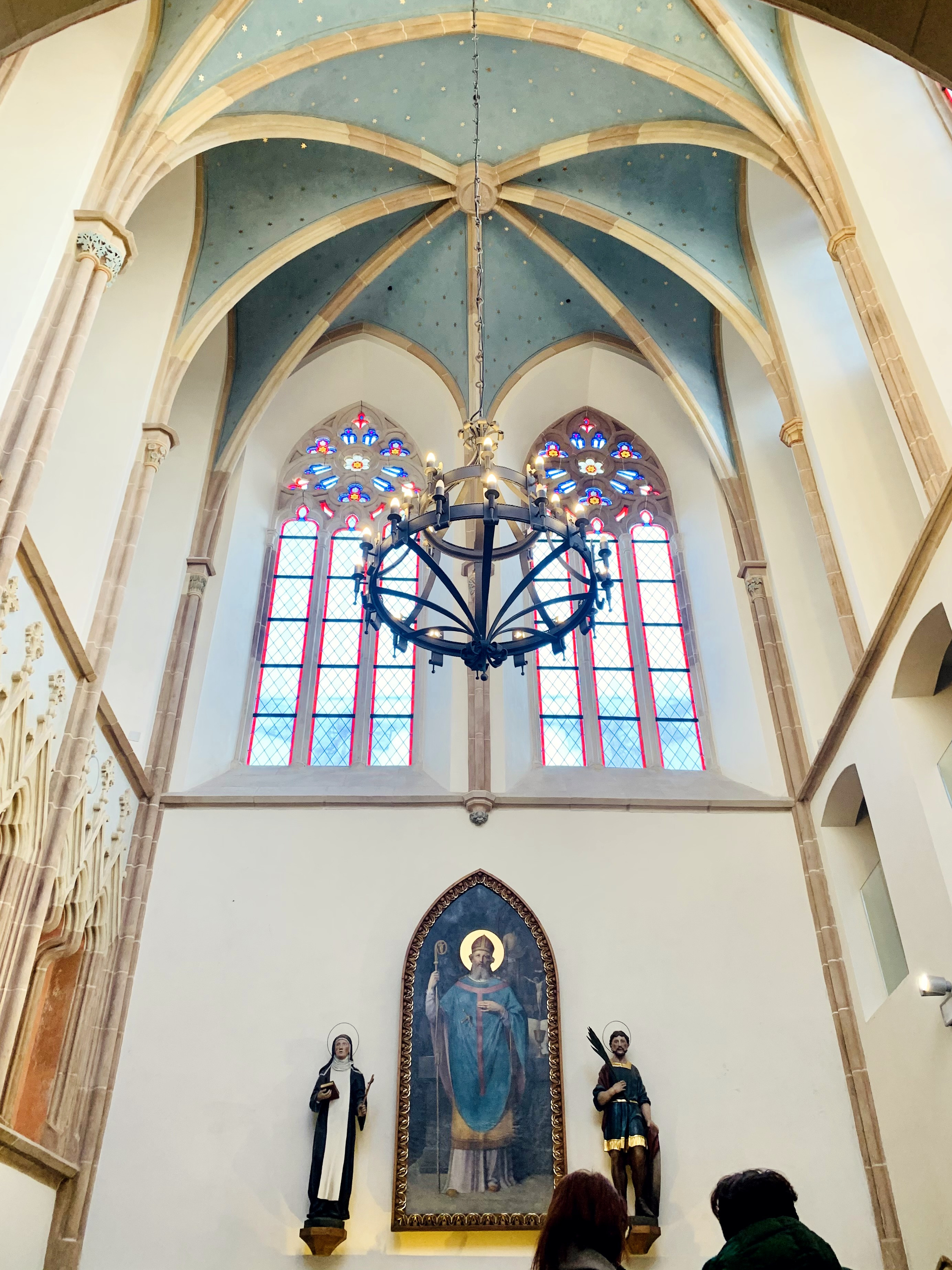
Prezbiterium z obrazem św. Tomasza Becketa